# آشفتگی بازار سهام چین۲۰۱۶–۲۰۱۵

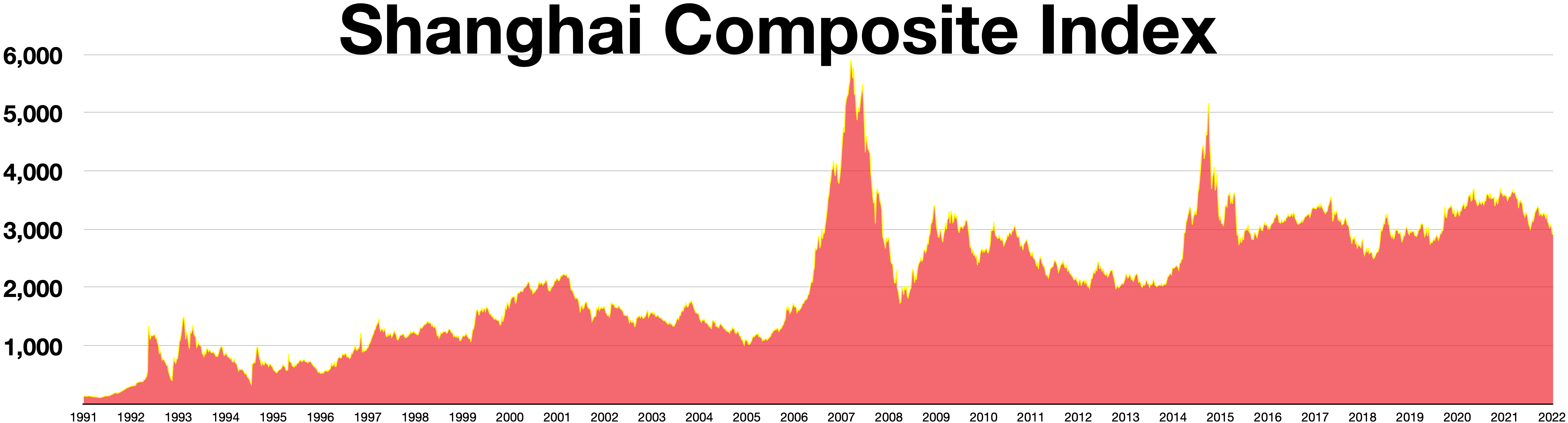
شاخص اس‌اس‌ای شانگهای ۲۰۲۲–۱۹۹۱

آشفتگی بازار سهام چین۲۰۱۶–۲۰۱۵ (انگلیسی: 2015–2016 Chinese stock market turbulence) با ترکیدن حباب بازار سهام در ۱۲ ژوئن ۲۰۱۵ آغاز شد و در اوایل فوریه ۲۰۱۶ پایان یافت. یک سوم ارزش سهام نوع A در بورس اوراق بهادار شانگهای ظرف یک ماه پس از این رویداد از بین رفت. پس لرزه‌های بزرگ حدود ۲۷ ژوئیه و ۲۴ اوت «دوشنبه سیاه» رخ داد. تا قبل از ۸ تا ۹ ژوئیه ۲۰۱۵، بازار سهام شانگهای طی سه هفته ۳۰ درصد سقوط کرده بود به طوریکه ۱۴۰۰ شرکت یا بیش از نیمی از شرکت‌های پذیرفته شده در این دو روز، برای جلوگیری از زیان بیشتر تقاضای توقف معاملات کردند.ارزش بازارهای سهام چین علیرغم تلاش‌های دولت برای کاهش ریزش به کاهش ادامه داد.پس از سه هفته باثبات، شاخص شانگهای دوباره در ۲۴ اوت به میزان ۸٫۴۸ درصد کاهش یافت که بزرگ‌ترین سقوط از سال ۲۰۰۷ را به خود اختصاص داد.
در نشست سالانه صندوق بین‌المللی پول (IMF) در اکتبر ۲۰۱۵ با حضور وزرای دارایی و بانک‌های مرکزی از ۱۸۸ کشور عضو وام‌دهنده مستقر در واشینگتن که در پرو برگزار شد، رکود چین بر بحث‌های شرکت‌کنندگانی که می‌پرسیدند «رکود اقتصادی چین [می‌تواند] بحران مالی جدیدی را آغاز کند» غالب شد.
در پایان دسامبر ۲۰۱۵، بازار سهام چین از شوک‌ها بهبود یافته بود و از S&P برای سال ۲۰۱۵ عملکرد بهتری داشت، اگرچه هنوز بسیار پایین‌تر از اوج‌های ۱۲ ژوئن بود.در پایان سال ۲۰۱۵، شاخص اس‌اس‌ای شانگهای ۱۲٫۶ درصد افزایش یافت.در ژانویه ۲۰۱۶، بازار سهام چین فروش شدیدی را تجربه کرد و معاملات در ۴ و ۷ ژانویه ۲۰۱۶ پس از افت ۷ درصدی بازار و روز بعدی ظرف ۳۰ دقیقه پس از باز شدن متوقف شد. فروپاشی بازار در اوایل سال ۲۰۱۶ یک فروپاشی جهانی را آغاز کرد.
طبق مقالات ۱۹ ژانویه ۲۰۱۶ در خبرگزاری شین هوا، آژانس مطبوعاتی رسمی جمهوری خلق چین، چین نرخ رشد تولید ناخالص داخلی را ۶٫۹ درصد برای سال ۲۰۱۵ و «حجم معاملات اقتصادی را بیش از ده تریلیون دلار آمریکا» گزارش کرد.روزنامه‌نگار فوربس استدلال می‌کند که «سقوط بازار سهام نشان‌دهنده انفجار اقتصاد فیزیکی چین نیست». چین در حال تغییر از تمرکز بر تولید به صنایع خدماتی است و در حالی که کند شده‌است، هنوز ۵ درصد رشد می‌کند.پس از این آخرین آشفتگی، از ژانویه ۲۰۱۷، شاخص اس‌اس‌ای شانگهای در حدود ۳۰۰۰ واحد؛ ۵۰ درصد کمتر از قبل از ترکیدن حباب؛ ثابت بوده‌است.

## پیش زمینه
تعداد معامله گران که در چین توسعه یافت، به طرق مهمی با سایر نقاط جهان متفاوت بود. در چین، فعالیت‌های معاملاتی بازار سهام تحت سلطه سرمایه گذاران فردی است (نزدیک به ۸۵٪) - که به عنوان «سرمایه گذاران خرد» نیز شناخته می‌شود. بر اساس داده‌های شرکت پایاپای تسویه و سپرده‌گذاری اوراق بهادار چین، پس از چندین ماه از توسعه بازار صعودی در چین، بیش از ۳۰ میلیون حساب جدید توسط سرمایه‌گذاران خرد در ۵ ماه اول سال ۲۰۱۵، نشان‌دهنده حجم عظیم ورود سرمایه‌گذاران به بازارها است. و در حالی که جمعیت سرمایه‌گذاری بیشتر و فعال‌تر عموماً به معنای سرمایه‌گذاری بیشتر در بازار است، بسیاری از این معامله‌گران جدید بی‌تجربه بودند و به راحتی با دیدن صف‌های خرید در بازار صعودی و با تکیه بر حس طمع اغوا می‌شدند. طبق نظرسنجی انجام شده توسط دانشگاه اقتصاد و مالی Southwestern چین، تقریباً دو سوم از آنها هرگز وارد دبیرستان یا از آن فارغ‌التحصیل نشده بودند. در نتیجه، شتاب و شایعات در میان معامله‌گران وزن بیشتری نسبت به عقل در تصمیم‌گیری‌های سرمایه‌گذاری داشتند و روند خرید فوری و ارزش‌گذاری بیش از حد را در بازار ایجاد کردند.
تا پیش از آغاز سقوط، در تلاش برای آزاد کردن پول اضافی برای معاملات، کمیسیون تنظیم مقررات اوراق بهادار چین (CSRC) که مسئول پیشنهاد و اجرای قوانین اوراق بهادار است، چندین مقررات مالی مرتبط را کاهش داده بود. پیش از اصلاحات قابل توجه در سیاست‌های این سازمان در سال ۲۰۱۰، فروش استقراضی سهام - اساساً استقراض و فروش سهام با این باور که قیمت آن کاهش خواهد یافت - و معامله با وجه تضمین اولیه - معامله از طریق استقراض - در چین به شدت ممنوع بود. با این حال، در مارس ۲۰۱۰، چین مرحله آزمایشی را برای بورس اوراق بهادار خود اجرا کرد که در آن ۹۰ شرکت منتخب مجاز به فروش استقراضی و معامله با وجه تضمین اولیه شدند. این فهرست با گذشت زمان گسترش یافت و در اواخر سال ۲۰۱۱ به بیش از ۲۸۰ شرکت مجوز مشابه داده شد. اندکی پس از آن، CSRC یک تغییر سیاست کلی را اجرا کرد که هر دو رویه را در کل بازار سهام قانونی کرد. این تغییرات مقررات منجر به افزایش قابل توجهی در استقراض به منظور معامله شد و فروش استقراضی به محبوب‌ترین استراتژی سرمایه‌گذاری در بین معامله گران تبدیل شد. از سال ۲۰۱۰، زمانی که تغییرات اعمال شد، تا سال ۲۰۱۲، متوسط گردش مالی فروش استقراضی روزانه از ۰٫۰۱٪ به ۰٫۷۳٪، و میانگین گردش مالی خرید اعتباری روزانه از ۰٫۷۸٪ به ۵٫۱۵٪ افزایش یافت. در نتیجه، بازار چین مملو از معاملات غیر حرفه ای پرخطر فروش استقراضی و معاملاتی بود که از طریق بدهی تأمین می‌شد.
بدتر از آن، CSRC نیز به یک ناظر نظارتی تبدیل شد و از انجام اقداماتی که ثبات سیاسی و اجتماعی آن زمان را برهم می‌زد خودداری کرد. CSRC به‌جای حذف شرکت‌های سهامی عام که سه فصل متوالی نتوانستند عملکرد بهتری از خود نشان دهند را از فهرست خارج کند - یک مقررات شناخته شده در چین - به‌طور منظم به این شرکت‌ها اجازه می‌داد از ترس ناراحت کردن سهامداران، ریزش کنند. این امر بر شعله‌های سرمایه‌گذاری بد افزود و به سرمایه‌گذاران این امکان را داد که به سرمایه‌گذاری پول خود در شرکت‌هایی ادامه دهند که عملکرد ضعیف‌تری داشتند و سهام‌هایی را که اساساً بی‌ارزش بودند، را بیش ارزش‌گذاری می‌کردند.

## سال ۲۰۱۵

### حباب بورس
در سال منتهی به این آشفتگی، به دنبال روندهای غرب، سرمایه‌گذاران مشتاق، حباب بازار سهام را از طریق سرمایه‌گذاری‌های انبوه در سهام اغلب با استفاده از پول قرض‌گرفته، متورم کردند که از نرخ رشد اقتصادی و سود شرکت‌هایی که در آنها سرمایه گذاری می‌کردند فراتر رفته بود.
سرمایه‌گذاران با اخطارهای کسری حق تضمین اولیه(margin call) برای سهام خود مواجه شدند و بسیاری از آنها مجبور شدند سهام خود را به صورت دسته جمعی بفروشند و این آشفتگی را تشدید کرد.
"... از ژوئن ۲۰۱۴ تا ژوئن ۲۰۱۵، قیمت‌ها در بورس شانگهای بیش از ۱۵۰ درصد افزایش یافت و حتی در بورس اوراق بهادار شنژن و تابلوی شنژن ChiNext، بازاری به سبک نزدک، بیش از ۱۵۰ درصد افزایش یافت. بخش غیرمعمول بزرگی از این روند توسط سرمایه‌گذاران خرده‌فروشی که برای خرید سهام وام می‌گرفتند، تقویت شد. قیمت بازار بسیار فراتر از کمال بود. هنگامی که قیمت‌ها حتی اندکی کاهش یافت، بسیاری از این سرمایه گذاران نیاز به فروش پیدا کردند که منجر به اصلاح شدید بازار شد."— نیکلاس لردی نیویورک تایمز ۲۶ اوت ۲۰۱۵

## اقدامات دولت در سال ۲۰۱۵
دولت چین تدابیر زیادی را برای جلوگیری از جریان این آشفتگی اتخاذ کرد. نهادهای نظارتی فروشندگان استقراضی را تهدید به بازداشت و محدود کردند. صندوق‌های سرمایه‌گذاری مشترک بزرگ و صندوق‌های بازنشستگی متعهد به خرید سهام بیشتر شدند. دولت عرضه‌های اولیه عمومی را متوقف کرد. دولت همچنین برای خرید سهام به کارگزاران پول نقد با پشتوانه نقدی بانک مرکزی ارائه کرد.
از آنجایی که بازارهای چین بیشتر شامل افراد می‌شود تا صندوق‌های نهادی (۸۰ درصد سرمایه گذاران در چین مردم هستند)، بازار همچنان خریداران را برای خرید سهام بیشتر به طمع سود بیشتر اغوا می‌کرد. علاوه بر این، کمیسیون تنظیم مقررات اوراق بهادار چین (CSRC) یک ممنوعیت شش‌ماهه برای فروش سهامدارانی که بیش از ۵ درصد از سهام یک شرکت را در اختیار دارند وضع کرد که منجر به افزایش ۶ درصدی در بازارهای سهام شد.بعلاوه، حدود ۱۳۰۰ شرکت، که ۴۵ درصد از بازار سهام را تشکیل می‌دهند، معاملات سهام را از ۸ ژوئیه به حالت تعلیق درآوردند.
جسی کلمبو، یکی از مقاله نویسان فوربس، اظهار داشت که اقدامات انجام شده توسط دولت چین، همراه با کاهش نرخ بهره، «اجازه استفاده از دارایی به عنوان وثیقه بابت وام‌های کارگزاری‌ها به مشتریانشان، و تشویق شرکت‌های کارگزاری برای خرید سهام با پول نقد از بانک خلق چین» باعث شده تا رشد بازار سهام چین از اواسط جولای آغاز شود. او استدلال کرد که به‌طور کلی، با این حال، پیش‌بینی نتایج مداخله دولت در ارتباط با این آشفتگی، به دلیل ماهیت آن، دشوار خواهد بود، اما گفت که در بلندمدت، تأثیر آن ممکن است سبب ایجاد حباب بزرگ‌تری از طریق ایجاد یک خطر اخلاقی باشد.
تا ۳۰ اوت، دولت چین ۱۹۷ نفر، از جمله وانگ شیائولو، روزنامه‌نگار در "مجله مالی با نفوذ Caijing", و مقامات بازار سهام را به دلیل «شایعه پراکنی» در مورد سقوط بازار و انفجارهای تیانجین در سال ۲۰۱۵ دستگیر کرد. جرم شایعه پراکنی پس از معرفی در سال ۲۰۱۳ دارای محکومیت سه سال حبس تعزیری بود.
مقامات دولتی «نیروهای خارجی» را به «برهم زنی عمدی بازار» متهم کردند و برای سرکوب آنها برنامه‌ریزی کردند.
در ۱ نوامبر، مدیر میلیاردر صندوق سرمایه‌گذاری، ژو ژیانگ - معروف به وارن بافت چینی، یا کارل آیکان چینی - به اتهام دستکاری در بازار سهام در طول آشفتگی بازار سهام چین در سال ۲۰۱۵ دستگیر شد.

## دوشنبه و سه شنبه سیاه
در ۲۴ آگوست، شاخص سهام اصلی شانگهای ۸٫۴۹ درصد از ارزش خود را از دست داد. در نتیجه، میلیاردها پوند در بازارهای سهام بین‌المللی از دست رفت و برخی از مفسران بین‌المللی روز دوشنبه سیاه را برچسب‌گذاری کردند. زیان مشابهی با بیش از ۷ درصد در ۲۵ اوت وجود داشت که باعث شد برخی از مفسران آن را سه شنبه سیاه بنامند.

## فروپاشی جهانی ژانویه ۲۰۱۶
در ۴ ژانویه و ۷ ژانویه ۲۰۱۶، بازار سهام چین با فروش شدید حدود ۸ درصدی مواجه شد که به سرعت باعث سقوط سهام در سطح جهانی شد.از ۴ تا ۱۵ ژانویه، بازار سهام چین ۱۸ درصد سقوط کرد و میانگین صنعتی داوجونز ۸٫۲ درصد کاهش یافت.
در طول پانزده دقیقه اول اولین روز معاملات در بورس چین، "بازار سهام ۵ درصد سقوط کرد قبل از اینکه ناظران اصلی معاملات را متوقف کنند. پانزده دقیقه دیگر بازگشایی شد و باز هم سهام شرکت‌ها سقوط کرد تا اینکه معاملات دوباره متوقف شد. شاخص blue-chip CSI 300 تا ۸ درصد سقوط کرد در حالی که شاخص اس‌اس‌ای شانگهای ۶٫۹ درصد سقوط کرد. شاخص technology-heavy Shenzhen Composite بدترین عملکرد را داشت و بیش از ۸ درصد سقوط کرد.